# Żelisławice (stacja kolejowa)
Żelisławice - stacja kolejowa w Żelisławicach w województwie świętokrzyskim, w Polsce. Obsługuje lokalny ruch pasażerski do Kielc, Włoszczowy i Częstochowy. Od 13 grudnia 2015 zatrzymują się na niej również pociągi dalekobieżne IC relacji (Kraków -) Kielce - Warszawa - Olsztyn, które zmieniają tu kierunek jazdy.

## Ruch pasażerski
| Rok  | Wymiana pasażerska na dobę |
| ---- | -------------------------- |
| 2017 | 50-99                      |
| 2022 | 50-99                      |